# James Bogle
James Bogle (nascut el 1959) és un director i escriptor australià de pel·lícules i televisió.

## Filmografia selecta
- Kadaicha (1988)
- Mad Bomber in Love (1992)
- In the Winter Dark (1998)
- Closed for Winter (2009)